# Mentol
A mentol egy szerves vegyület, a terpénalkoholok közé tartozik. Színtelen, tű alakú kristályokat alkot. A borsmentaolajra emlékeztető szaga és íze van. Vízben alig oldódik, de etanol, dietil-éter és kloroform jól oldja.

## Szerkezete

A mentol szerkezete

- A mentol szerkezete

## Előfordulása a természetben
A természetben egyes mentafajok, mint például a borsmenta (Mentha x piperita) olajában található meg, körülbelül 50-60%-os mennyiségben. Ebben részben szabadon, részben kötött állapotban, észterek formájában fordul elő. Az észteresített mentol mennyisége 2%-30% közötti.

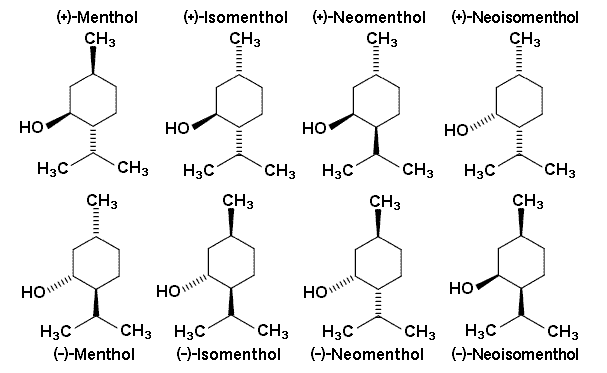
A mentol izomerjei

## Előállítása
A borsmenta olajából nyerik. Ekkor az olaj illékony összetevőit desztillációval eltávolítják, majd a maradékot lehűtik. Ekkor a mentol kikristályosodik.
Szintézissel is előállítható.

## Felhasználása
Az élelmiszeriparban cukorkák és drazsék készítésére használják. Az orvosi gyakorlatban is felhasználják különböző célokra, por vagy kenőcs alakjában. Köhögéscsillapító szirupok adalékanyaga.
Mérsékelt fájdalomcsillapító hatása is van, annak köszönhetően hogy gyenge, de szelektív k-opioid receptor agonista.

## Külső hivatkozások
1. 1 2 3 4 5 6 7 8 9  A mentol vegyülethez tartozó bejegyzés az IFA GESTIS adatbázisából. A hozzáférés dátuma: 2011. január 16. (JavaScript szükséges) (angolul)